# Pomezí nad Ohří
Pomezí nad Ohří (németül: Mühlbach) község Csehországban a Karlovy Vary-i kerület Chebi járásában. Közigazgatásilag hozzá tartozik Hraničná (Unterkunreuth).

## Története
Első írásos említése 1370-ből származik. 1976 és 1990 között közigazgatásilag Cheb városhoz tartozott.

## Népesség
A település népessége az elmúlt években az alábbi módon változott:
| Lakosok száma | 759  | 646  | 625  | 128  | 109  | 151  | 223  | 293  | 305  | 361  |
|               | 1869 | 1900 | 1921 | 1961 | 1980 | 2011 | 2016 | 2019 | 2021 | 2024 |

## Nevezetességek
- Szent Jakab tiszteletére szentelt templom
- Pomezní rybník természetvédelmi terület

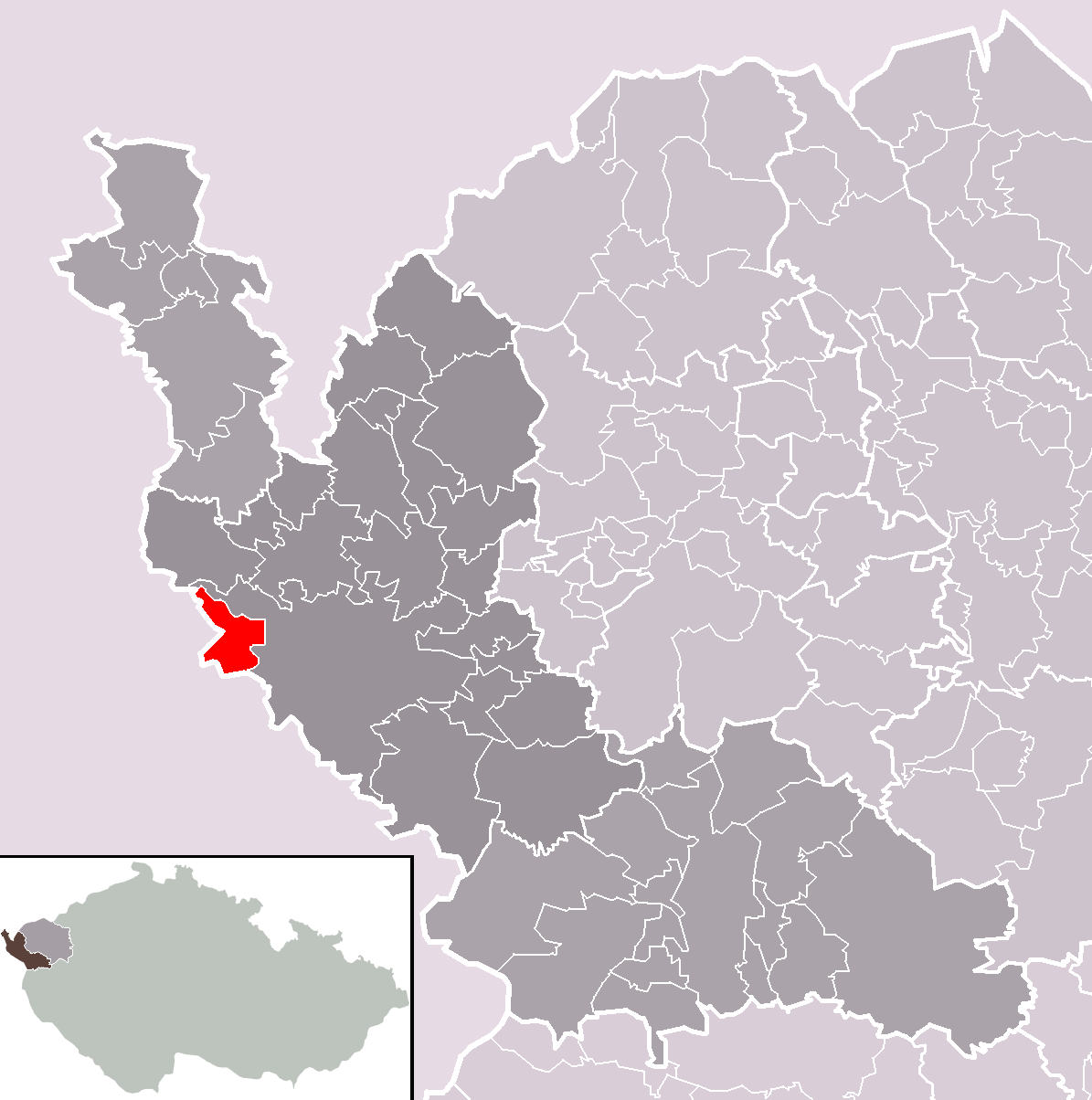
A község közigazgatási területe